# Szklary Dolne
Szklary Dolne – wieś w Polsce położona w województwie dolnośląskim, w powiecie polkowickim, w gminie Chocianów.

## Podział administracyjny
| SIMC    | Nazwa         | Rodzaj  |
| ------- | ------------- | ------- |
| 0363240 | Szklary Dolne | kolonia |

W latach 1975–1998 miejscowość administracyjnie należała do województwa legnickiego.

## Sport i rekreacja
W Szklarach Dolnych funkcjonuje klub piłkarski WTS Relaks Szklary Dolne. Od sezonu 2007/2008 współzawodniczy w A-klasie, grupa Legnica II. Największym sukcesem drużyny jest zajęcie 7. lokaty w sezonie 2010/2011
W 2005 roku powstała hala sportowa obok szkoły podstawowej. 

## Straż pożarna
Istnieje tu także jednostka Ochotniczej Straży Pożarnej. W 2016 roku jednostka OSP Szklary Dolne wygrała zawody Wojewódzkich MDP OSP dzięki czemu zakwalifikowała się do zawodów Ogólnopolskich ostatecznie zajmując 5 miejsce.